# Сатыбалдиев, Нурман
Нурман Сатыбалдиев (каз. Нұрман Сатыбалдиев; 1886 год — 1958 год) — старший чабан овцеводческого совхоза «Сыр-Дарьинский» Министерства совхозов СССР, Сары-Агачский район Южно-Казахстанской области, Казахская ССР. Герой Социалистического Труда (1948).
До 1940 года трудился помощником чабана в совхозе «Дарбаза». С 1940 по 1954 года — старший чабан в овцеводческом совхозе «Дарбаза» Сары-Агачского района.
В 1947 году бригада Нурмана Сатыбалдиева получила высокий приплод ягнят. Указом Президиума Верховного Совета СССР от 23 июля 1948 года «за получение высокой продуктивности животноводства в 1947 году» удостоен звания Героя Социалистического Труда с вручением ордена Ленина и золотой медали «Серп и Молот».
Скончался в 1958 году.